# Застава Токелауа
Застава Токелауа одобрена је од Парламента Токелауа у мају 2008. године. До тада се користила застава Новог Зеланда. Застава није службено прихваћена будући да на референдуму за независност Токелауа 2007. није добивена потребна већина гласова. 
На застави се налази стилизовани полинезијски кану, те четири звезде. Звезде представљају три главна острва, те острво Свејн, које је под управом САД-а, али и Токелау полаже право на њега.